# Asota kageri
Asota kageri är en fjärilsart som beskrevs av Kobes 1983. Asota kageri ingår i släktet Asota och familjen nattflyn. Inga underarter finns listade i Catalogue of Life.